# Tebenna
Tebenna là một chi bướm đêm thuộc họ Choreutidae.

## Các loài
- Tebenna agalmatopa (Meyrick, 1926)
- Tebenna agelasta (Bradley, 1965)
- Tebenna alliciens (Meyrick, 1926)
- Tebenna balsamorrhizella Busck, 1904
- Tebenna bjerkandrella (Thunberg, 1784)
- Tebenna bradleyi Clarke, 1971
- Tebenna carduiella Kearfott, 1902
- Tebenna caucasica Danilevsky, 1976
- Tebenna chingana Danilevsky, 1969
- Tebenna chodzhajevi (Gerasimov, 1930)
- Tebenna chrysotacta (Meyrick, 1933)
- Tebenna chrysoterma (Meyrick, 1932)
- Tebenna fuscidorsis (Zeller, 1877)
- Tebenna galapagoensis Heppner & Landry, 1994
- Tebenna gemmalis (Hulst, 1886)
- Tebenna gnaphaliella (Kearfott, 1902)
- Tebenna immutabilis (Braun, 1927)
- Tebenna inspirata (Meyrick, 1916)
- Tebenna isshikii (Matsumura, 1931)
- Tebenna kawabei Arita, 1975
- Tebenna lapidaria (Meyrick, 1909)
- Tebenna leptilonella (Busck, 1934)
- Tebenna micalis (Mann, 1857)
- Tebenna onustana (Walker, 1864)
- Tebenna piperella (Busck, 1904)
- Tebenna pretiosana (Duponchel, 1842)
- Tebenna pychnomochla (Bradley, 1965)
- Tebenna silphiella (Grote, 1881)
- Tebenna submicalis Danilevsky, 1969

## Hình ảnh

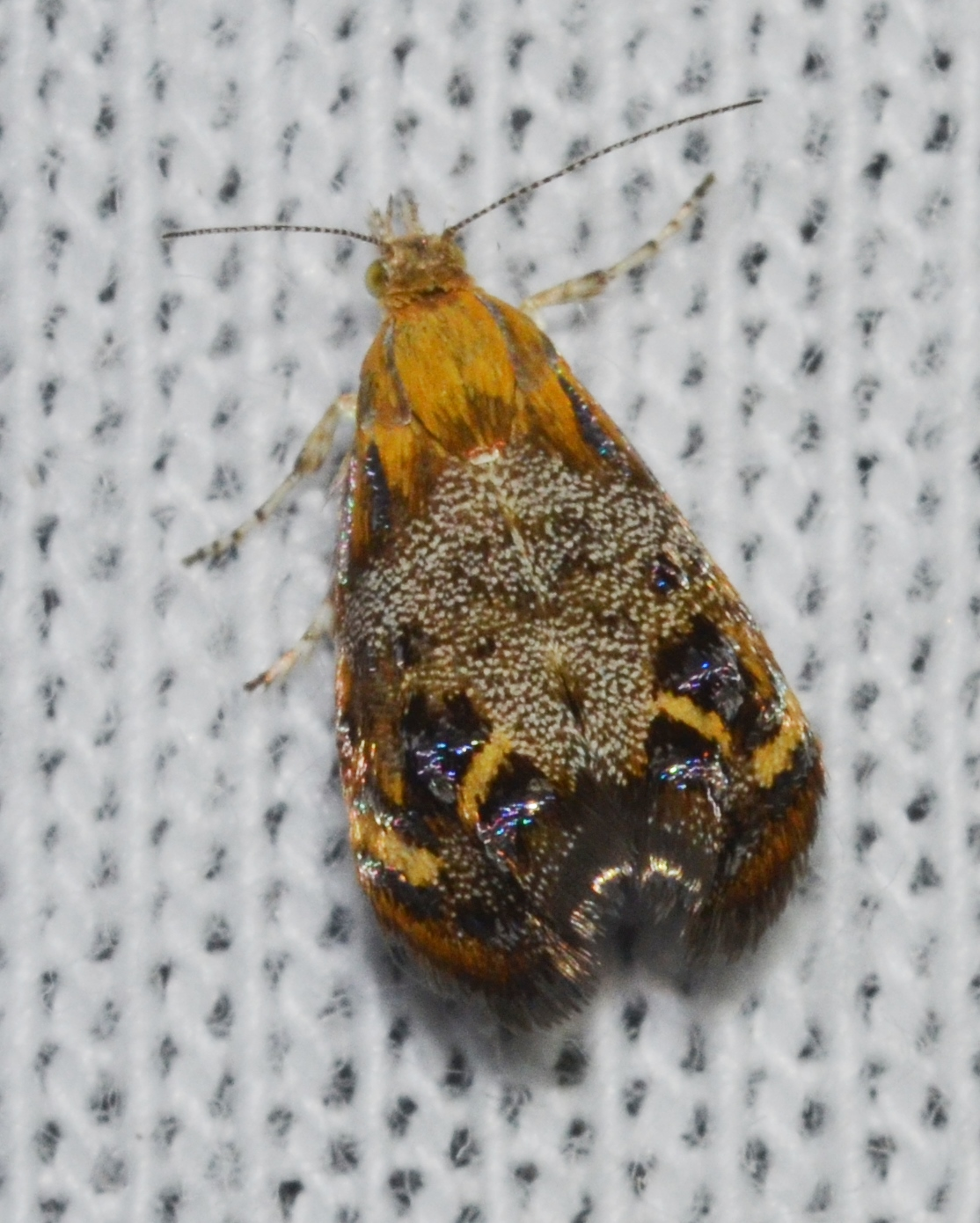
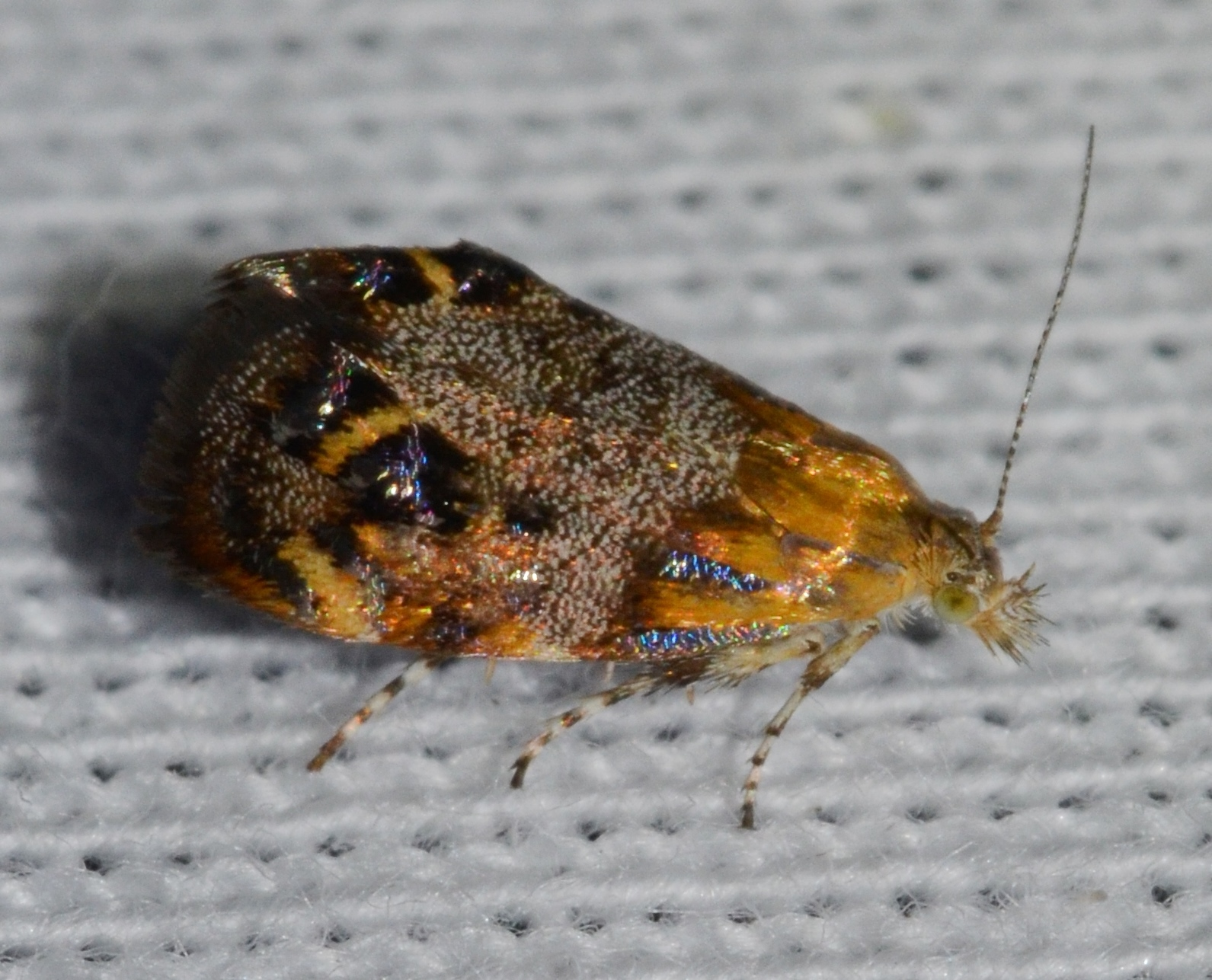